# خالدة إينجه كارا
خالدة إينجه كارا (بالتركية: Halide İncekara)‏, (ولدت: 18 سبتمبر 1959, «دغيرمَنْ ليك» التابعة لقضاء «آق سَكي» في أنطاليا، تركيا) سياسية تركية. ونائب سابق في البرلمان التركي لأكثر من دورة ممثلة عن حزب العدالة والتنمية. بدأت منذ عام 2015 بمزاولة مهنة التعليم العالي، من خلال رئاسة وإدارة قسم المشاريع في اُسْكُدار التركية، إلى جانب تعيينها كمستشارة لرئاسة الجامعة.